# János Greminger
János Greminger (Seghedino, 5 maggio 1929 – Budapest, 17 ottobre 2009) è stato un cestista ungherese.

## Carriera
Con l'Ungheria ha disputato tre edizioni dei Giochi olimpici (Helsinki 1952, Roma 1960, Tokyo 1964) e cinque edizioni dei Campionati europei (1953, 1955, 1957, 1959, 1963)